# Ricaurte (Los Ríos)

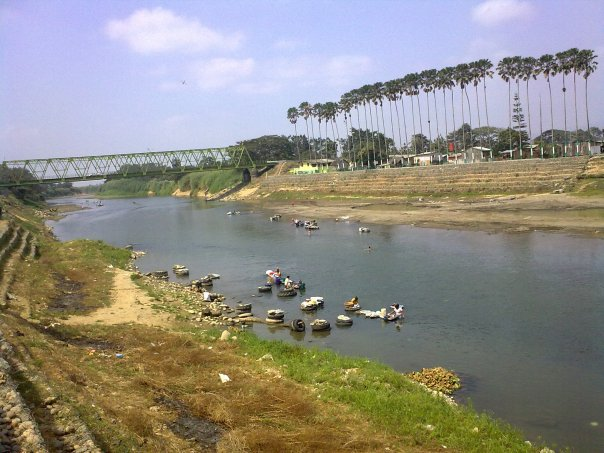
Blick über den Río Catarama; im Bild rechts befindet sich Ricaurte

Ricaurte ist eine Kleinstadt und eine Parroquia rural („ländliches Kirchspiel“) im Kanton Urdaneta der ecuadorianischen Provinz Los Ríos. Die Parroquia besitzt eine Fläche von 329,5 km². Die Einwohnerzahl lag im Jahr 2010 bei 20.672.

## Lage
Der etwa 15 m hoch gelegene Hauptort Ricaurte liegt am linken Flussufer des nach Süden fließenden Río Catarama, rechter Quellfluss des Río Babahoyo. Am gegenüberliegenden Flussufer befindet sich der Kantonshauptort Catarama. Eine Hauptstraße überquert bei Ricaurte den Fluss und führt an Catarama vorbei zum 7 km westnordwestlich gelegenen Puebloviejo und zur Fernstraße E25 (Babahoyo–Quevedo).
Die Parroquia Ricaurte liegt am Westfuß der Anden. Im äußersten Osten der Parroquia erheben sich deren Ausläufer mit Höhen von bis zu 1523 m. Im Westen wird die Parroquia vom Río Catarama begrenzt. Im Norden verläuft dessen linker Nebenfluss Río Las Piedras entlang der Verwaltungsgrenze. Den äußersten Süden durchquert der Río Pijullo, ein weiterer Nebenfluss des Río Catarama.
Die Parroquia Ricaurte grenzt im Osten an die Provinz Bolívar mit den Kantonen Echeandía und Caluma. Im Süden grenzt die Parroquia Ricaurte an die Parroquia Caracol (Kanton Babahoyo), im Westen an die Parroquia Catarama sowie im Norden an die Parroquia Ventanas (Kanton Ventanas).

## Geschichte
Ursprünglich gab es das Recinto San Pedro de Catarama. Am 1. Oktober 1898 wurde dieses zu einer Parroquia als Teil des Kantons Puebloviejo erhoben. Am 11. Oktober 1913 wurde die Parroquia in den neu eingerichteten Kanton Urdaneta überführt. Zu einem spätereqn Zeitpunkt wurde der Name der Parroquia zu Ehren des südamerikanischen Unabhängigkeitskämpfers Antonio Ricaurte geändert.